# Conselho Deliberativo dos Índices de Participação dos Municípios
O COINDICE - Conselho Deliberativo dos Índices de Participação dos Municípios, instituído pela Lei Estadual de Goiás n.º 11.242 de 13 de junho de 1990, é um colegiado híbrido, vez que composto por membros dos entes federados Estado e Municípios, paritário, composto por nove membros, sendo três representantes do Legislativo estadual (Deputados Estaduais); três do Executivo Estadual (Secretaria da Economia, sendo o titular da Pasta também presidente do Conselho Deliberativo) e três prefeitos representantes dos municípios, indicados pela Associação Goiana dos Municípios e pela Federação Goiana de Municípios (FGM). 
A função do conselho é a elaboração do índice, expedir resoluções para sanar dúvidas, apreciar e julgar os recursos apresentados pelos municípios; estabelecer critérios para o cálculo do valor adicionado; propor aos municípios, ou suas entidades representativas, colaboração mútua para aprimorar todo o processo de determinação dos índices; aprovar atas das reuniões e outras funções relacionadas com a participação dos municípios na distribuição do ICMS do Estado de Goiás.